# Germigny-l’Évêque
Germigny-l’Évêque település Franciaországban, Seine-et-Marne megyében. Lakosainak száma 1350 fő (2022. január 1.). Germigny-l’Évêque Poincy, Trilport, Varreddes, Armentières-en-Brie, Congis-sur-Thérouanne és Isles-les-Meldeuses községekkel határos.

## Népesség
A település népességének változása:
| Lakosok száma | 1345 | 1317 | 1333 | 1306 | 1316 | 1326 | 1336 | 1345 | 1350 |
|               | 2013 | 2015 | 2016 | 2017 | 2018 | 2019 | 2020 | 2021 | 2022 |